# أدوبي كونتريبيوت
برنامج أدوبي كونتريبيوت (بالإنجليزية: Adobe Contribute)‏ هو إحد برامج شركة ادوبي حيث يتيح للمستخدم إدارة المحتوى على الويب، سواء كان موقع أو مدونة، وهو مصمم أيضا للذين لا يجيدون لغة html، ويمكن بسهولة إرفاق ملفات سمعية أو بصرية.

## وصلات خارجية
- الموقع الرسمي